# Knoxville (Illinois)
Knoxville is een plaats (city) in de Amerikaanse staat Illinois, en valt bestuurlijk gezien onder Knox County.

## Demografie
Bij de volkstelling in 2000 werd het aantal inwoners vastgesteld op 3183. In 2006 is het aantal inwoners door het United States Census Bureau geschat op 2991, een daling van 192 (-6,0%).

## Geografie
Volgens het United States Census Bureau beslaat de plaats een oppervlakte van 5,7 km², geheel bestaande uit land. Knoxville ligt op ongeveer 281 m boven zeeniveau.

## Plaatsen in de nabije omgeving
De onderstaande figuur toont nabijgelegen plaatsen in een straal van 16 km rond Knoxville.